# هنري دي لا بيش
السير هنري توماس دي لا بيش (بالإنجليزية: Henry Thomas De la Beche)‏، (10 فبراير 1796 - 13 أبريل 1855) جيولوجي إنجليزي وعالم أحافير. وهو أول مدير للمسح الجيولوجي لبريطانيا العظمى، الذي ساعد رواد طرق المسح الجيولوجي المبكر. وهو أول رئيس لجمعية الأحياء القديمة.

## روابط خارجية
- هنري دي لا بيش على موقع الموسوعة البريطانية (الإنجليزية)
- هنري دي لا بيش على موقع إن إن دي بي (الإنجليزية)